# Skakolympiaden 1927
Skakolympiaden 1927, den første officielle skakolympiade, blev arrangeret af FIDE og fandt sted i London, Storbritannien, den 18. - 30. juli 1927.

## Holdresultater
| #  | Land        | Spillere                                       | Point |
| -- | ----------- | ---------------------------------------------- | ----- |
| 1  | Ungarn      | Maróczy, Nagy, Vajda, Havasi, Steiner E.       | 40    |
| 2  | Danmark     | Krause, Norman-Hansen, Andersen, Ruben         | 38,5  |
| 3  | England     | Atkins, Yates, Thomas, Michell, Spencer        | 36,5  |
| 4  | Holland     | Euwe, Weenink, Kroone, te Kolsté, Schelfhout   | 35    |
| 5  | Tjekkiet    | Réti, Gilg, Hromádka, Pokorný, Prokeš          | 34,5  |
| 6  | Tyskland    | Tarrasch, Mieses, Carls, Wagner                | 34    |
| 7  | Østrig      | Grünfeld, Lokvenc, Kmoch, Wolf, Gruber         | 34    |
| 8  | Schweiz     | Johner H., Naegeli, Zimmermann, Grob, Michel   | 32    |
| 9  | Jugoslavien | Kostić, Vuković V., Asztalos, Kalabar          | 30    |
| 10 | Italien     | Rosselli del Turco, Monticelli, Romih, Sacconi | 28,5  |
| 11 | Sverige     | Nilsson, Nyholm, Jakobson, Stoltz              | 28    |
| 12 | Argentina   | Grau, Rivarola, Nogués Acuña, Palau            | 27    |
| 13 | Frankrig    | Chéron, Muffang, Renaud, Betbeder              | 24,5  |
| 14 | Finland     | Tschepurnoff, Rasmusson, Heilimo, Terho        | 21,5  |
| 15 | Belgien     | Koltanowski, Censer I., Louviau, Censer M.     | 21,5  |
| 16 | Spanien     | Golmayo, Marin y Llovet, Vilardebo, Soler      | 14,5  |

## Individuelle resultater
Der var ingen faste pladser, og kun de seks bedste individuelle resultater blev præmieret.
Guld: George Alan Thomas (England) 12/15
Guld: Holger Norman-Hansen (Danmark) 12/15
Bronze: Richard Réti (Tjekkoslovakiet) 11,5/15
4. plads: Géza Maróczy (Ungarn) 9/12
5. plads: Ernst Grünfeld (Østrig) 9,5/13
6. plads: Max Euwe (Holland) 10,5/15